# Nearly Lost You
"Nearly Lost You" é um single da banda americana de grunge Screaming Trees, lançado em 1992. Talvez sua canção mais conhecida, fez um sucesso moderado nas rádios de rock, em parte devido à sua aparição na trilha sonora do filme Singles, dirigido por Cameron Crowe e lançado naquele mesmo ano. 
"Nearly Lost You" também apareceu na trilha sonora do videogame de beisebol de 2007 The Bigs, e foi anunciado recentemente como conteúdo para download da série Rock Band.

## Lista de faixas

### Sweet Oblivion-singlepromocional
1. "Nearly Lost You" (4:06)
2. "ESK" (4:09)
3. "Song Of A Baker" (cover de The Small Faces) (3:41)
4. "Winter Song" (versão acústica) (3:48)

### Singles- single promocional da trilha sonora
1. "Nearly Lost You" (4:06)
2. "ESK" (4:09)
3. "Song of a Baker" (3:41)

### Singles-álbum splitpromocional emvinil
1. "Nearly Lost You" (Screaming Trees) (4:06)
2. "Dyslexic Heart" (Paul Westerberg)